# Jodia niveata
Jodia niveata är en fjärilsart som beskrevs av Charles Oberthür. Jodia niveata ingår i släktet Jodia och familjen nattflyn. Inga underarter finns listade i Catalogue of Life.